# 国际财经时报
《国际财经时报》（英語：International Business Times，通常被称为或者）是全球性在线金融报纸。
目前，IBTimes拥有十三个国家版本并以七种语言发行，宗旨是通过不断扩大的采编网络为全球读者提供及时的商业新闻与分析评论。同时，它所提供的文章涉及时政、金融、文化和观点等多个领域。IBTimes中文网除了提供IBTimes全球站点的中文精选外，还将提供大量原创稿件。
目前在Alexa互联网访问排名中，《国际财经时报》网站在所有金融媒体中名列第六。

## 历史
《国际财经时报》成立于2005年，总部设在纽约曼哈顿汉诺威广场7号5楼（原《新闻周刊》在华尔街的办公室）。
2005年，就读于伦敦政治经济学院的Etienne Uzac萌生创建一个全球性的商业金融网站的念头。通过朋友Dev Pragad的介绍，结识了合伙人Johnathan Davis。他们发现，全球金融市场的焦点集中在美国与欧洲，而影响力最大的几份财经资讯网站的总部都在美国，发展的前景广阔。之后二人来到纽约开始着手网站的创立，同年12月，网站正式上线。
2006年4月，两位创始人共同以如今的名字注册成立了公司。
2007年，IBTimes开设了外汇频道，成为第一家为外汇交易人士提供服务的新闻媒体。
2010年至2011年，网站推出了其他国家的版本，其中访问量最大的是英国版（IBTimes UK），而英国版的编辑部设在伦敦金融街的中心金丝雀码头。
2012年11月26日，《国际财经时报》开通中文版本“IBTimes中文网”，网站总编辑为连清川，内容团队由中国本土媒体人组成。

## IBTimes中文网
IBTimes中文网是第一个在中国大陆地区采用本土内容团队的外国媒体。目前主要提供时政、财经、文化和观点等频道，涉及政治、金融、商务等多个领域。并试图通过不断扩大的采编网络为全球的读者提供更多政经新闻和分析评论。

## 外部連結
- International Business Times（英文）（页面存档备份，存于）
- 国际财经时报的新浪微博